# Castell de Castellbell
El castell de Castellbell és un edifici del municipi de Castellbell i el Vilar (Bages), catalogat com bé cultural d'interès nacional. Està situat dalt d'un turó proper al nucli del Burés, al voltant del qual, el riu Llobregat descriu un meandre.

## Història

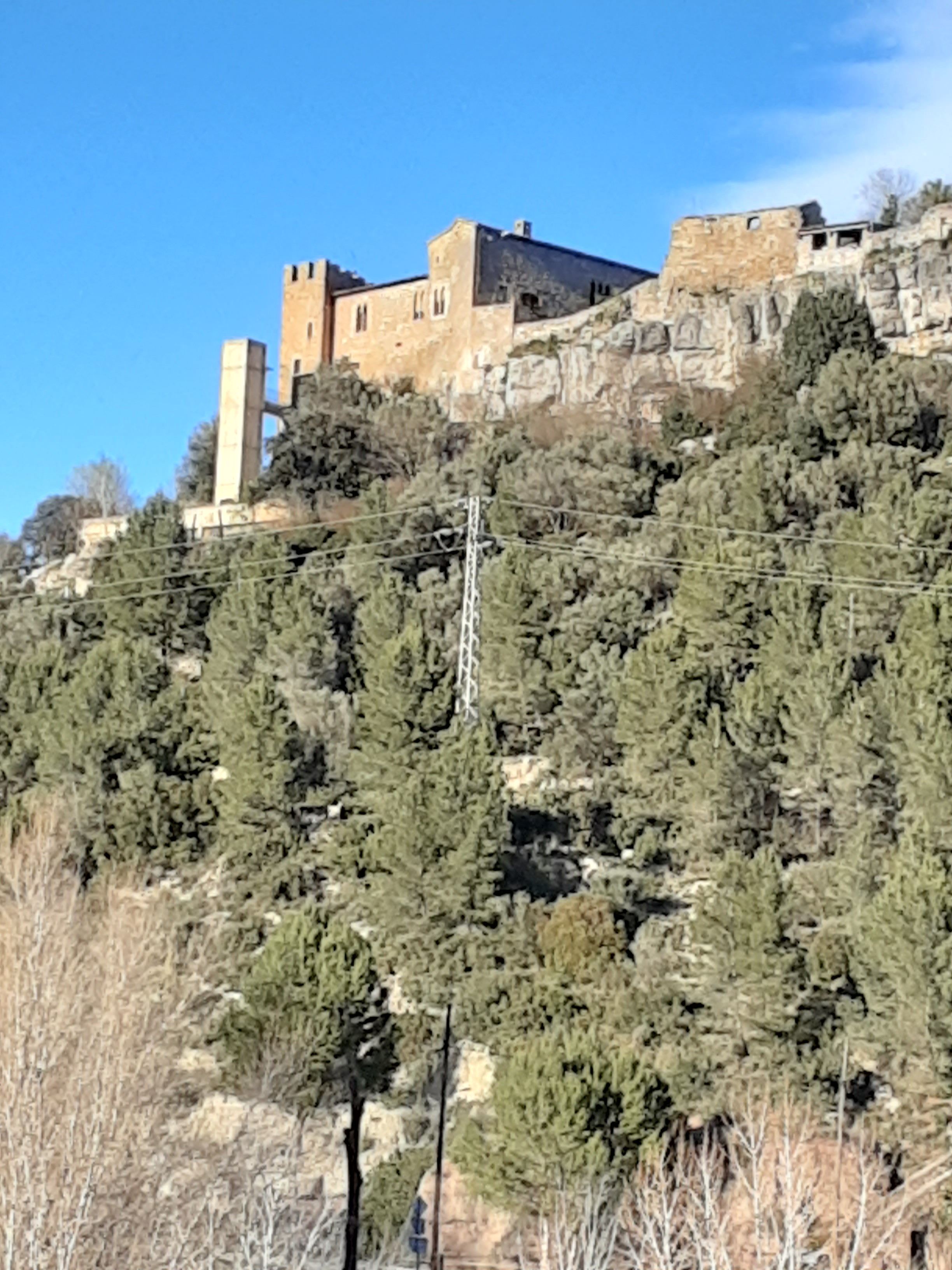
El castell de Castellbell amb les restes de l'església de Sant Miquel a la dreta i l'ascensor nou a l'esquerra (2020)

Com altres castells de la comarca, rebé el nom del seu propietari, llatinizat com Bellit o Bellido. Les primeres notícies són del 924 (Castelobello), 979 (Castro Bellit) i 981 (Castel Belido. El 1023, la comtessa Ermessenda de Carcassona empenyorà al seu fill Berenguer Ramon I, entre d'altres, aquest castell.
El 1285, els senyors eminents eren els Montcada, que el tenien infeudat als Rocafort, i Guillem de Castellbell n'era el lloctinent reial. El 1312, passà per enllaços matrimonials als Cirera, el 1355 a Miquel Camp i el 1369 a Jaume Desfar, senyor de Castellbell, Vacarisses i Renillars. Al segle xvi passà per matrimoni als Amat, i el 1702, Josep d'Amat i de Planella rebé el títol de marquès de Castellbell. El 1719, el castell va ser destruït per Josep d'Amat i de Junyent, segon marquès de Castellbell, a fi que no fos ocupat pels miquelets. El 1984, el marquès José Luis de Villalonga y Cabeza de Vaca se'l va vendre.

## Arquitectura
El castell s'enlaira sobre uns cingles, encerclats per un meandre del Llobregat. La roca serveix de suport i fonament als murs de la fortalesa, de la qual avui solament en queda la part situada ponent del pati central. A l'interior del recinte es troba la cisterna que recollia l'aigua de pluja i les ruïnes de la capella de Sant Miquel, desafectada. Actualment fa les funcions de masia. A la cara de migdia s'obren dos parells de finestrals gòtics d'estructura geminada, amb una esvelta columneta al mig que acaba amb un petit capitell. En aquesta mateixa façana es troba un portal adovellat de mig punt. Els flancs de ponent i de llevant de la construcció són més elevats que el cos central. L'aparell és força regular; els carreus, units amb argamassa, estan disposats en filades.